# جان کراوس
جان کراوس (انگلیسی: John D. Kraus; ۲۸ ژوئن ۱۹۱۰ – ۱۸ ژوئیهٔ ۲۰۰۴) مهندس برق و فیزیکدان اهل ایالات متحده آمریکا بود. وی همچنین برندهٔ جوایزی همچون مدال ادیسون انجمن مهندسان برق و الکترونیک شده است.